# Schengener Übereinkommen von 1985

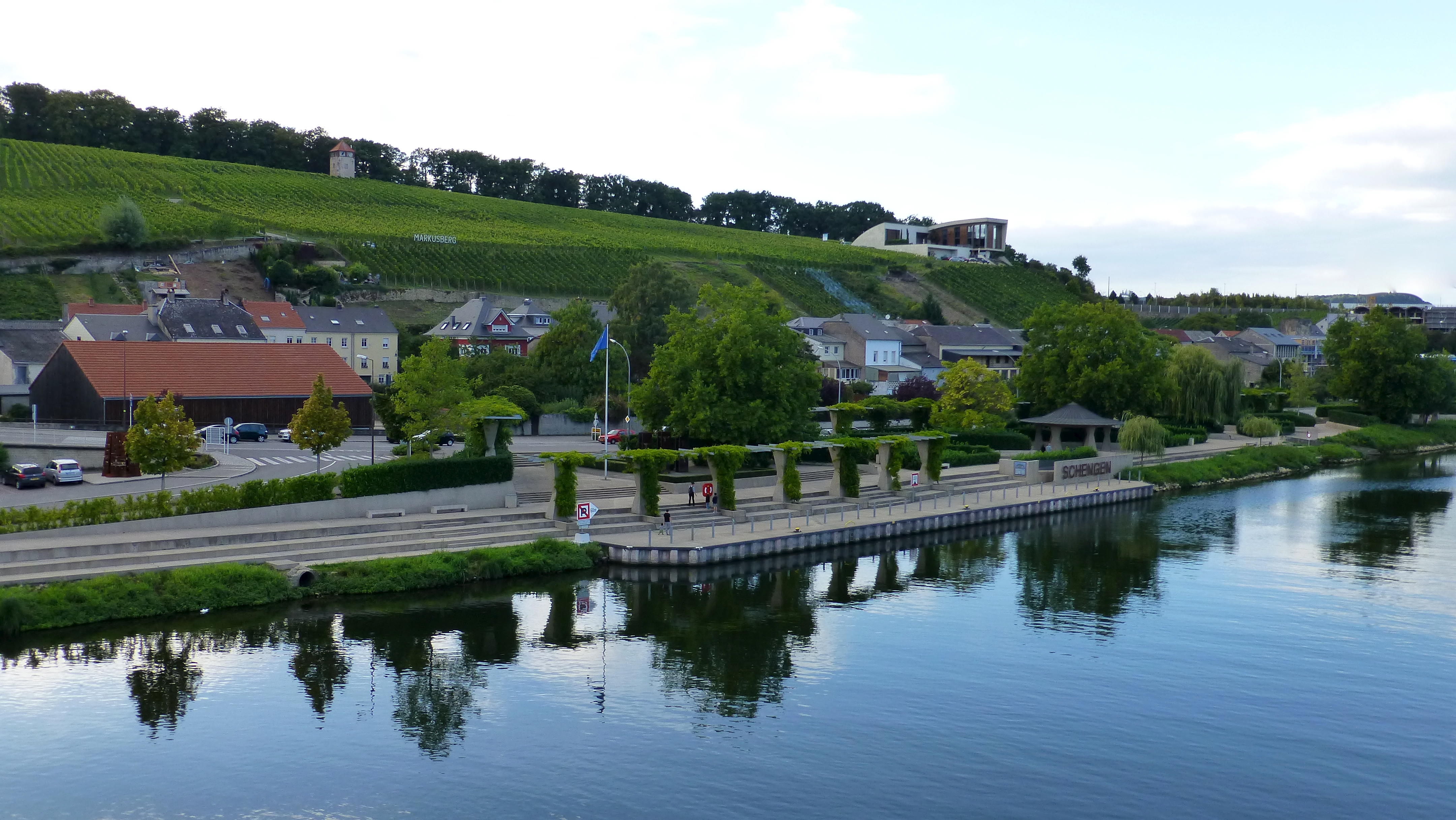
Unterzeichnungsort des Schengener Übereinkommens von 1985: Schengen, Luxemburg, Gemeinde an der Mosel im Dreiländereck Deutschland–Frankreich–Luxemburg

Das Schengener Übereinkommen vom 14. Juni 1985 (vollständige amtliche Bezeichnung: Übereinkommen zwischen den Regierungen der Staaten der Benelux-Wirtschaftsunion, der Bundesrepublik Deutschland und der Französischen Republik betreffend den schrittweisen Abbau der Kontrollen an den gemeinsamen Grenzen – in der Literatur gelegentlich als Schengen I bezeichnet) ist ein Regierungsübereinkommen, das auf Initiative des französischen Staatspräsidenten François Mitterrand und des deutschen Bundeskanzlers Helmut Kohl zwischen Deutschland, Frankreich, Belgien, Niederlande und Luxemburg an Bord des luxemburgischen Schiffs Princesse Marie-Astrid bei Schengen (Luxemburg) geschlossen wurde, und das einem Europa ohne Binnengrenzkontrollen den Weg ebnete.
Das Schengener Übereinkommen von 1985 wurde durch das Schengener Durchführungsübereinkommen (SDÜ) von 1990 (auch Schengen II genannt) ergänzt und ausgeführt.

## Geltungsbereich und Rechtsnatur
Das Abkommen war ursprünglich ein völkerrechtlicher Vertrag zwischen den beteiligten Regierungen, der in Deutschland ohne innerstaatliche Ratifikation bereits am Tag nach der Unterzeichnung, also am 15. Juni 1985, in Kraft trat. Dem Abkommen sind in der Folgezeit diejenigen Staaten beigetreten, die auch Vertragspartei des Schengener Durchführungsübereinkommens geworden sind, mithin Portugal und Spanien, jeweils mit Wirkung vom 1. Mai 1995, Italien mit Wirkung vom 1. Juli 1997, Österreich mit Wirkung vom 1. Dezember 1997, Dänemark, Finnland, Griechenland und Schweden, jeweils mit Wirkung vom 1. Mai 1999.
Am 1. Mai 1999 wurde das Abkommen in den so genannten Schengen-Besitzstand überführt und gilt nun auch für die übrigen Staaten der Europäischen Union, jedoch ohne Großbritannien und Irland, die sich in den europäischen Verträgen eine Befreiung von der Geltung des Abkommens für ihre Länder zusichern ließen.
Das Abkommen als solches wurde – im Unterschied zum Schengener Durchführungsübereinkommen im Rahmen der Weiterentwicklung des Schengen-Besitzstands – bis heute nicht geändert und gilt de jure weiter. Als Regierungsübereinkommen war es jedoch schon mit Inkrafttreten des Schengener Durchführungsübereinkommens weitgehend bedeutungslos geworden. Mit dem Wegfall sämtlicher Binnengrenzkontrollen im Schengen-Raum ist es de facto außer Kraft getreten. Die rechtliche Situation an den Grenzen regelt für den gesamten Schengen-Raum heute vor allem der Schengener Grenzkodex.

## Geschichte

### Ausgangslage

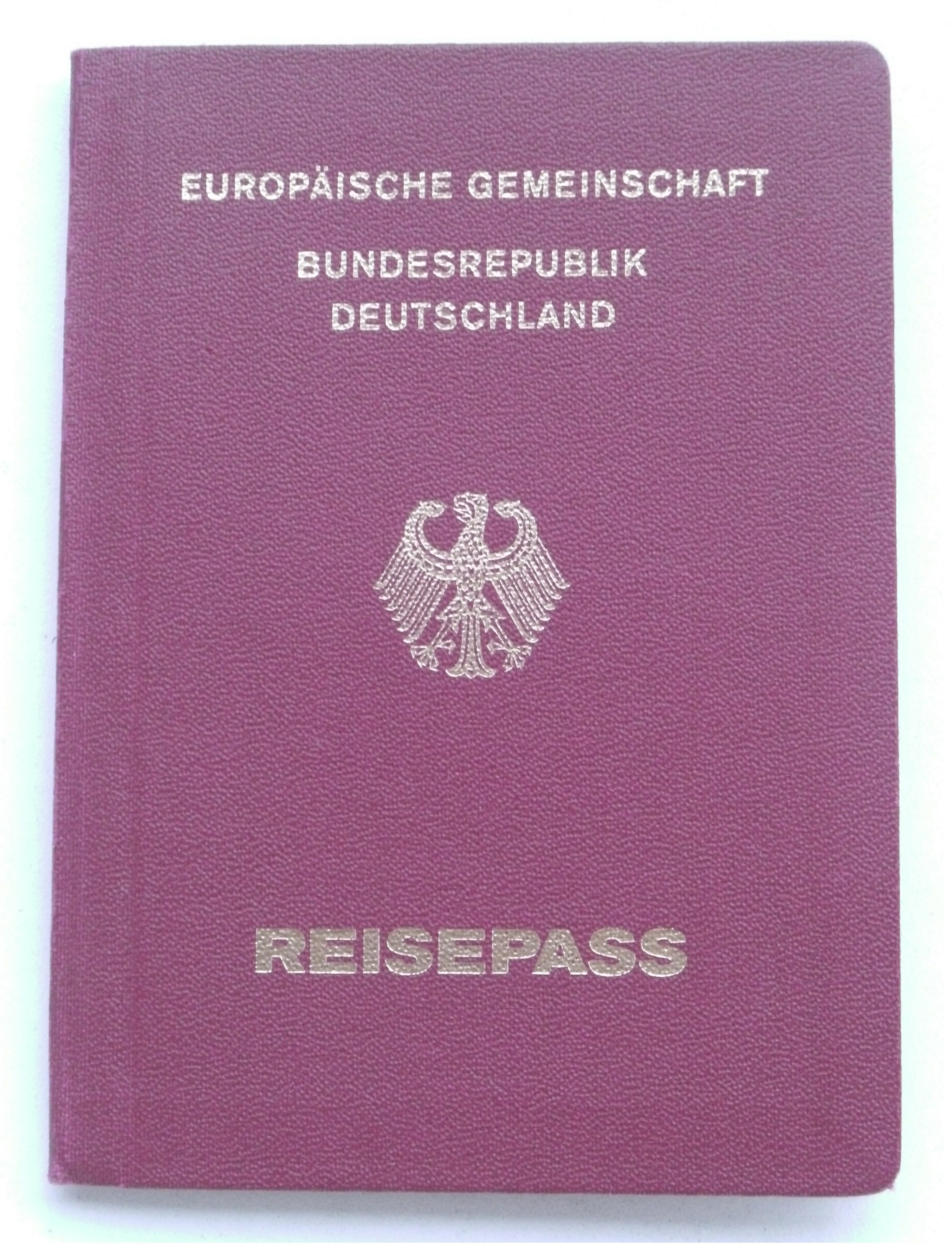
Mitte der 80er Jahre einziges Ergebnis für die Bürger Europas nach jahrelangen Verhandlungen: Der weinrote Europapass

Die von den europäischen Verträgen bereits 1957 geschaffenen vier Grundfreiheiten, unter anderem die Personenfreizügigkeit, zielten auf einen Abbau aller Hindernisse, die ihrer Verwirklichung im Wege standen. Allerdings bestanden unter den Mitgliedstaaten Meinungsverschiedenheiten darüber, was als Hindernis zu verstehen sei. Lange Zeit wurden darunter nur solche Aspekte verstanden, die die wirtschaftliche Integration betrafen. 1974 beauftragte der Europäische Rat die Kommission damit, besondere Rechte auch für die europäischen Bürger auszuarbeiten, worunter eine Passunion und der Abbau von Personengrenzkontrollen an den gemeinsamen Grenzen verstanden wurde. Alles, worauf man sich nach jahrelangen Verhandlungen einigen konnte, waren jedoch lediglich die Farbe und das Format des heute weinroten Europapasses. 1982 schlug die Kommission ein Papier vor, das auf eine Erleichterung der Personenkontrollen zielte, was von den Mitgliedstaaten einhellig abgelehnt wurde. 1984 verabschiedete der Rat eine Entschließung über die Reduzierung der Wartezeit und der Dauer der Kontrollen. Bedenken gegen die Abgabe nationaler Souveränität kamen von den angelsächsischen und skandinavischen Mitgliedstaaten. Vor allem Großbritannien wollte die Integration auf den ökonomischen Bereich beschränkt sehen.

### Deutsch-französische Initiative
Vom deutschen Bundeskanzler Kohl gingen in Ansehung der stagnierenden Entwicklung auf europäischer Ebene Bemühungen aus, die Abschaffung der Grenzkontrollen zunächst auf zwischenstaatlicher Ebene voranzubringen. Kohl fühlte sich durch die gewonnenen Bundestagswahlen am 6. März 1983 darin bestärkt, die europäische Einigung voranzutreiben. In dem Votum der deutschen Wähler sah er zugleich ein Votum für Europa und die Europäische Gemeinschaft. Wohl nicht ohne Zufall fielen seine Anstrengungen um den Wegfall der Grenzkontrollen mit dem Wahlkampf zu den zweiten Wahlen des Europäischen Parlaments am 14. und 17. Juni 1984 zusammen, bei denen die pro-europäischen Parteien um jede Stimme kämpften. Grenzkontrollen stellten für den grenzüberschreitenden Handel und für den reisenden Bürger auch einen erheblichen Kostenfaktor dar. Im Auftrage der Kommission bezifferte Paolo Cecchini im Jahre 1986 in einem Gutachten den Aufwand für Grenzformalitäten aller Unternehmen in der Gemeinschaft auf 8 Milliarden ECU oder 2 % des Warenwertes.
Kohl traf sich am 28. und 29. Mai 1984 mit dem französischen Staatspräsidenten Mitterrand im Rahmen der deutsch-französischen Konsultationen auf Schloss Rambouillet bei Paris. Dort einigten sich beide darauf, die Grenzkontrollen zwischen beiden Staaten unverzüglich aufzuheben. Mit der Ausarbeitung und Unterzeichnung eines entsprechenden Abkommens wurde Kanzleramtsminister Waldemar Schreckenberger beauftragt. Das Abkommen zwischen der Regierung der Bundesrepublik Deutschland und der Regierung der Französischen Republik über den schrittweisen Abbau der Kontrollen an der deutsch-französischen Grenze – kurz: Saarbrücker Abkommen – wurde schon am 13. Juli 1984 in Saarbrücken unterzeichnet. Es trat noch am gleichen Tage in Kraft. Ganz bewusst kam die Vereinbarung auf Regierungschefebene unter Ausschluss der jeweiligen Fachministerien, von denen erhebliche Widerstände erwartet wurden, zustande. Bundesinnenminister Zimmermann musste später zugeben, von den Reiseerleichterungen nichts gewusst zu haben.

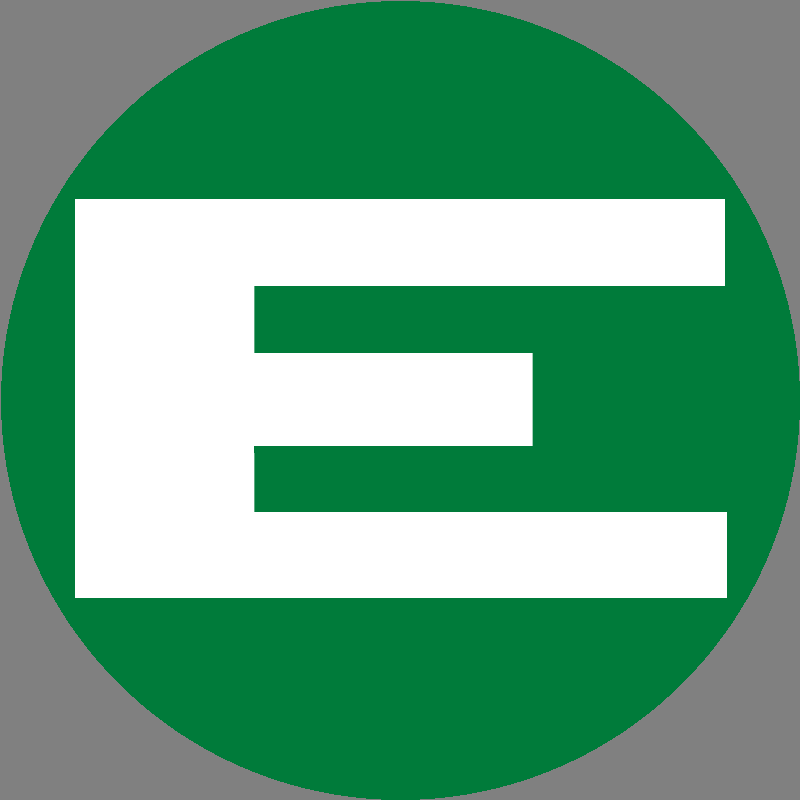
Grüner Aufkleber für die Windschutzscheibe nach Art. 3 des Saarbrücker Abkommens.

Das Abkommen sieht in seinem Artikel 2 als Sofortmaßnahme vor, dass die beiderseitigen Polizei- und Zollbehörden im Regelfall eine einfache Sichtkontrolle der die Grenze mit verminderter Geschwindigkeit überquerenden Fahrzeuge durchführen, ohne diese anzuhalten. Dazu sollten nach Artikel 3 grüne an der Windschutzscheibe angebrachte Scheiben von mindestens 8 cm Durchmesser dem Grenzbeamten signalisieren, dass die grenzpolizeilichen Vorschriften eingehalten sind, lediglich erlaubte Waren im Rahmen der Freigrenzen mitgeführt und die Devisenvorschriften eingehalten werden. Bis Oktober 1984 bzw. Ende 1986 sollten weitergehende Erleichterungen erwogen werden.

### Mitwirkung der Benelux-Staaten
Am 12. Dezember 1984 übersandten die Regierungen Belgiens, der Niederlande und Luxemburgs der deutschen und französischen Regierung ein Memorandum, mit dem sie die Erweiterung des Saarbrücker Abkommens um die seit 1960 bestehende Benelux-Wirtschaftsunion und um das 1969 verabschiedete Protokoll zur Beseitigung von Kontrollen und Formalitäten an den Binnengrenzen sowie von Behinderungen des freien Verkehrs vorschlugen. Darin äußerten sie konkrete Vorstellungen zu den Themen Polizei und Sicherheit, Personenverkehr, Transportwesen sowie zum Zoll- und Güterverkehr. Das Saarbrücker Abkommen bildete sodann die Grundlage für das am 14. Juni 1985 beschlossene Schengener Übereinkommen.

## Inhalt

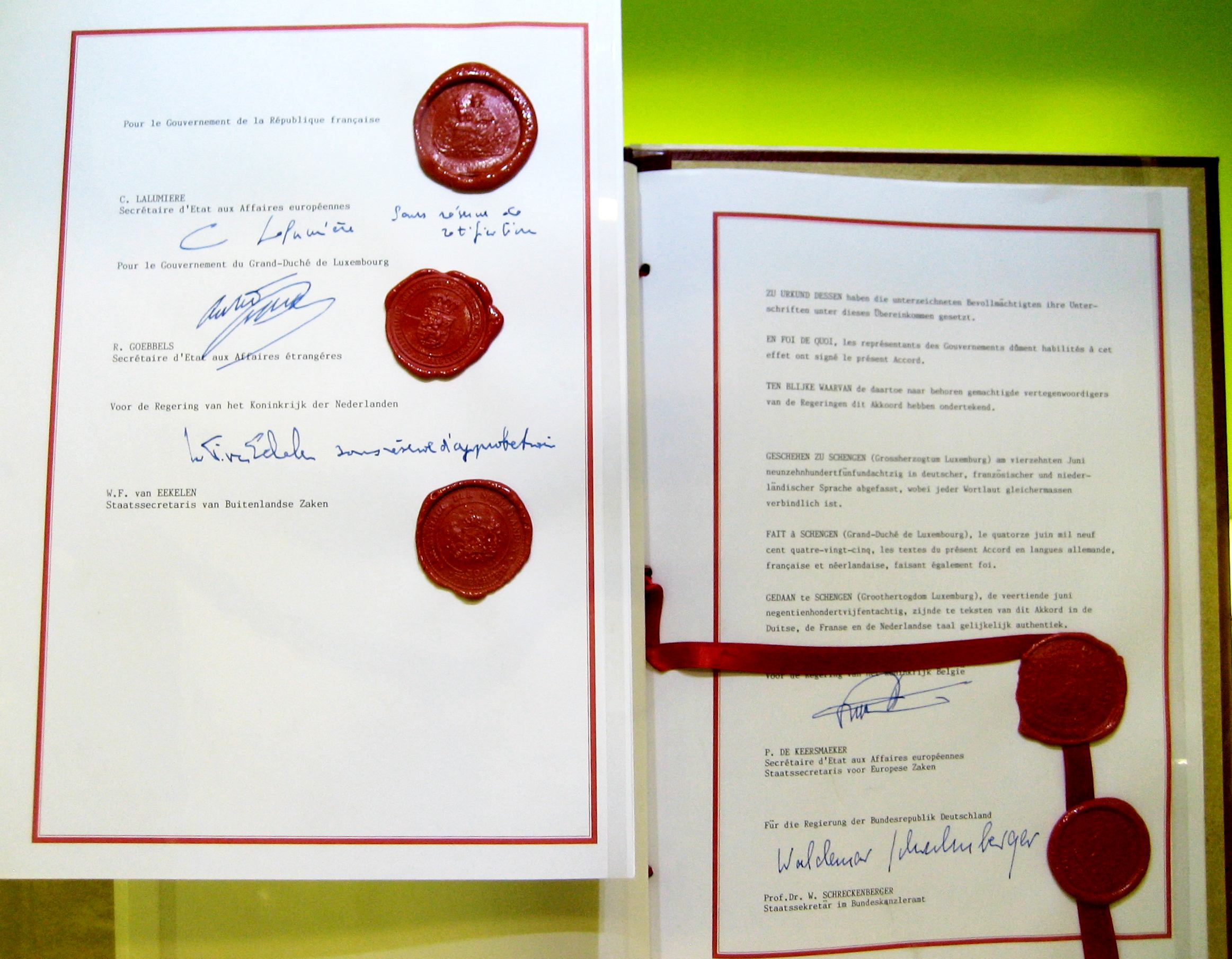
Originalurkunde des Abkommens von 1985

Das Übereinkommen ist in zwei Titel aufgeteilt, den Artikeln 1 bis 16 mit kurzfristig durchzuführenden Maßnahmen, und einem zweiten Titel (Artikel 17 bis 27) mit langfristig durchzuführenden Maßnahmen sowie mit Schlussbestimmungen (Artikel 28 bis 33).

### Sofortmaßnahmen
Zu den kurzfristig in Kraft getretenen Maßnahmen gehörten:
- Im Regelfall eine einfache Sichtkontrolle der die gemeinsame Grenze mit verminderter Geschwindigkeit überquerenden Personenkraftfahrzeuge, ohne diese anzuhalten (Artikel 2),
- Nutzung einer grünen Scheibe von mindestens 8 cm Durchmesser an der Windschutzscheibe des grenzüberschreitenden Fahrzeugs, um damit anzuzeigen, dass die grenzpolizeilichen Vorschriften eingehalten, lediglich erlaubte Waren im Rahmen der Freigrenzen mitgeführt und die Devisenvorschriften eingehalten werden (Artikel 3),
- Reduzierung der Aufenthaltszeit des gewerblichen Straßenpersonenverkehrs an der Grenze auf den kürzest möglichen Zeitraum. Bei gewerblichen Personenbeförderungen Wegfall des systematischen Kontrolle des Fahrtenblattes und der Beförderungsgenehmigung vor dem 1. Januar 1986 (Artikel 4),
- Einrichtung gemeinsamer Kontrollstellen bei den nebeneinander liegenden nationalen Grenzabfertigungsstellen (Artikel 5),
- Erleichterung des Grenzverkehrs der an den gemeinsamen Grenzen lebenden Personen (Artikel 6),
- Annäherung der Politik der Sichtvermerke, um mögliche negative Folgen bei der Erleichterung der Kontrollen an den gemeinsamen Grenzen auf dem Gebiet der Einreise und der inneren Sicherheit zu vermeiden (Artikel 7),
- Koordinierung der Bekämpfung des illegalen Handels mit Betäubungsmitteln (Artikel 8),
- Verstärkung der polizeilichen Zusammenarbeit im Kampf gegen Kriminalität, vor allem gegen den illegalen Handel mit Betäubungsmitteln und Waffen, gegen die unerlaubte Einreise und den unerlaubten Aufenthalt von Personen sowie gegen Steuer- und Zollhinterziehung sowie gegen Schmuggel (Artikel 9),
- Zusammenkünfte der Behörden der Vertragsparteien in regelmäßigen Abständen zur Sicherstellung der in den Artikeln 6, 7, 8 und 9 vorgesehenen Zusammenarbeit (Artikel 10),
- Verzicht auf systematische Kontrollen der Lenk- und Ruhezeiten, der Maße und Gewichte bei Nutzfahrzeugen und allgemein des technischen Zustands der Fahrzeuge an den Grenzen ab 1. Juli 1985 (Artikel 11),
- Abschaffung systematischer und Einführung von Stichprobenkontrollen bei genehmigungsfreien und kontingentfreien Beförderungen ab 1. Juli 1985, wenn ein entsprechendes Zeichen am Fahrzeug angebracht ist (Artikel 12),
- Überarbeitung des im grenzüberschreitenden Straßengüterverkehr geltenden Genehmigungssystems bis 1. Januar 1986 mit dem Ziel, statt Fahrtgenehmigungen Zeitgenehmigungen zu erteilen (Artikel 13),
- Suche nach Lösungen, den an den Grenzen verursachten Aufenthalt der Eisenbahntransporte abzukürzen (Artikel 14), verbunden mit entsprechenden Empfehlungen an die eigenen Eisenbahnverwaltungen, das Verfahren des Grenzübertritts zu straffen und Güterzügen den Grenzübertritt ohne nennenswerte Grenzaufenthalte zu ermöglichen (Artikel 15),
- Harmonisierung der Öffnungszeiten der Zollkontrollstellen im Binnenschiffsverkehr (Artikel 16).

### Langfristig zu treffende Maßnahmen
Als langfristige Maßnahmen waren insbesondere vorgesehen der Abbau der Grenzkontrollen an den gemeinsamen Grenzen und eine Verlagerung an die Außengrenzen (Artikel 17), die Harmonisierung der Rechtsvorschriften im Betäubungsmittelrecht und im Waffen- und Sprengstoffverkehr sowie im Hotelmelderecht (Artikel 19), eine Angleichung der Visumbestimmungen (Artikel 20), eine Erhöhung der Reisefreigrenzen (Artikel 21), eine Erhöhung der Freigrenzen für Kraftstoff bei Omnibussen bis zum normalen Tankinhalt von 600 Litern und bei LKW (Artikel 22), die Einführung gemeinsamer Grenzabfertigungsanlagen im Güterverkehr (Artikel 23), die Erleichterung der Zollabfertigung von Waren (Artikel 25), eine Harmonisierung der indirekten Steuern (Artikel 26) und eine Aufhebung der Freimengengrenzen für Grenzbewohner (Artikel 27).

### Schlussbestimmungen
Die Schlussbestimmungen sehen eine Konsultationspflicht vor, falls ein Staat mit einem Drittstaat ein ähnliches Abkommen schließen möchte (Artikel 28), eine damals noch übliche Berlin-Klausel (Artikel 29), eine Umsetzung der kurzfristig beschlossenen Maßnahmen bis spätestens 1. Januar 1986 und der langfristig zu beschließenden Maßnahmen bis zum 1. Januar 1990 (Artikel 30). Außerdem enthält Artikel 31 eine Konkurrenzregelung zum Saarbrücker Abkommen. Nach Artikel 32 ist eine innerstaatliche Ratifikation nicht zwingend notwendig, sodass ein vorläufiges Inkrafttreten bereits für den 15. Juni 1985 vorgesehen war. Artikel 33 bestimmte als Hinterlegungsort der Urschrift des Abkommens die luxemburgische Regierung.